# Porrera
Porrera es un municipio español de la comarca catalana de Priorato (provincia de Tarragona). Cuenta con una población de 417 habitantes (INE 2024). 

## Historia
El lugar aparece citado por primera vez en 1157 con el nombre de Valporriera; en 1180 se le denominaba Vallem Porreram. Formó parte del territorio de Ciurana de Tarragona hasta que Arbert de Castellvell hizo donación de las tierras al monasterio de San Vicente de Pedrabona, en la comarca del Garraf. El monasterio se encontraba muy alejado de esas tierras por lo que la repoblación estaba siendo nula. Por ello, en 1180, las tierras fueron cedidas a Pere de Déu que recibió el encargo de repoblar la zona. Sin embargo, el cenobio de Pedrabona se opuso a esta cesión y en 1201 concedió carta de población a los habitantes. La polémica se solventó en 1203 cuando el obispo de Tortosa falló en favor del cenobio.
En 1263, el monasterio de Pedrabona cedió los terrenos a la cartuja de Escaladei. La población fue amurallada. En 1650 el pueblo fue ocupado por tropas francesas. Durante la guerra de sucesión española los habitantes de Porrera se colocaron en favor del archiduque Carlos. Finalizado el conflicto, se ordenó la destrucción de las murallas de la ciudad y del castillo, del que no ha quedado ningún resto. Algunos jóvenes del pueblo se unieron a la causa del Carrasclet.
El pueblo fue ocupado de nuevo por tropas francesas durante la Guerra de la Independencia española. Fueron derrotadas en 1811 por una guerrilla popular.

## Geografía humana

### Demografía
Cuenta con una población de 417 habitantes (INE 2024).
| Gráfica de evolución demográfica de Porrera entre 1842 y 2021                                                         |
| |
| Población de derecho según los censos de población del INE. Población de hecho según los censos de población del INE. |

### Economía
La principal actividad económica de la población es la agricultura de secano. Destacan los cultivos de viñas, almendros y avellanos. Dispone de cooperativa agrícola desde 1932.
En el pueblo se encuentran algunas minas abandonadas de plomo.

## Cultura

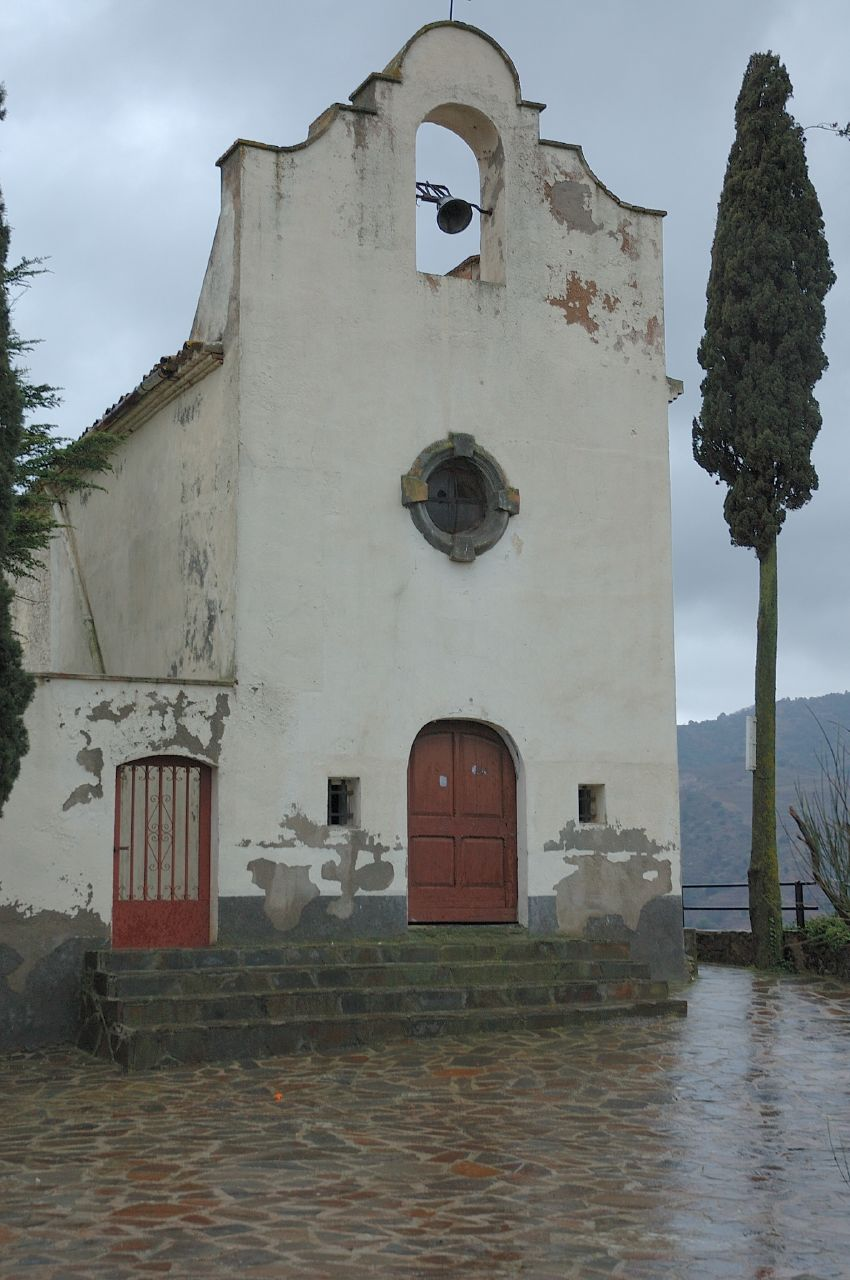
Ermita de San Antonio Abad

La iglesia parroquial está dedicada a san Juan Bautista. Se trata de un edificio de tres naves con coro, construido en 1771 en estilo neoclásico, aunque tiene algunos elementos propios del barroco. Tiene cúpula de crucero y campanario.
En las afueras de la población se encuentra una ermita dedicada a san Antonio Abad. Fue construida en 1610 sobre una pequeña colina. Es de nave única con espadaña. En 1809 fue incendiada por las tropas francesas y reconstruida en 1813. Un nuevo incendio la destruyó en 1873 pero fue resconstruida de nuevo.
Porrera celebra su fiesta mayor el seis de mayo, festividad de san Juan Evangelista. La fiesta de invierno tiene lugar el segundo domingo de noviembre.